# 大阪府獣医師会
公益社団法人大阪府獣医師会（こうえきしゃだんほうじんしゃだんほうじんおおさかふじゅういしかい 英称 Osaka Prefecture Veterinary Medical Association）は、大阪府の獣医師を会員とする公益法人。

## 本部所在地
- 〒541-0054 大阪府大阪市中央区南本町2-1-8 創建本町ビル3階

## 部会
- 衛生部会
- 開業部会
- 畜産部会

## 業務内容
- 獣医師会員の学術技能向上のための研修会・講習会事業等の実施
- 大阪府との動物に関する連携事業
- 疾病している野鳥の保護・救護
- 府内各学校で飼われている動物の飼育指導
- 府内各市町村との動物に関する連携事業
- 狂犬病の予防接種・防止活動